# 딜런 리더
딜런 리더(영어: Dylan Rieder, 1988년 5월 26일 - 2016년 10월 12일)는 미국의 프로 스케이트 보더, 아티스트이자 모델이다.

## 어린 시절
캘리포니아, Westminster에서 이발사인 아버지 Joe Rieder와 어머니 Dana 사이에서 태어난 딜런 리더는 Makenna라고 하는 여동생이 있었다.

## 스케이트 보드 경력
리더는 9세때부터 스케이트를 타기 시작했다. 그는 Transworld Skateboarding의 2006년 비디오 A Time To Shine 에서의 인상적인 파트로 18세때 프로가 되었다. 그는 Skateboard Magazine에서 2006년 올해의 인물로 선정되었다. 2014년에는 'Cherry'라는 슈프림 비디오에 출연해 2015년 트랜스월드 스케이트 보드 부문 최우수 작품상을 수상했다. 딜런이 프로로 전향하기 전에, 그는 2005년 Quicksilver Promo 비디오에 출연하였다. 2009년, 딜런은 Alien Workshop의 “Mind Field”에 출연하였고 이듬해 Gravis의 비디오 파트가 공개되었다 (2010). 롤링 스톤에서는 이 두 편의 영상과 함께 "Cherry"와 "A Time To Shine"을 그의 경력의 결정적인 순간으로 꼽았다. 그의 프로 경력 동안, 그는 Alien Workshop, Birdhouse, Gravis Footwear, Huf, Osiris, 슈프림, Quiksilver 과 F**king Awesome 과 같은 브랜드와 파트너쉽을 체결하였다.

## 모델, 패션 및 소매
리더는 슈퍼 모델 카라 델레바인과 조던 던과 함께 DKNY의 2014 봄 광고 캠페인에 출연하였다. 2014년, 리더는 보그에서 패션 디자이너 알렉산더 왕의 모델로 등장하였다. GQ는 리더를 추모하며 잡지에서 그를 “패션을 영원히 바꾼 스케이트 보더“라고 불렀다.
동료 스케이트 보더인, Jake Lamagno 와 Steven Ditchkus와 함께 리더는 뉴욕의 Eas Village 부근에 “The Hunt”라는 상점을 소유했는데 이 상점은 미국의 어두운 면으로부터의 가구와 여러 가지 독특한 것들을 전문적으로 취급하였다. 그 상점은 그 후로 맨해튼 시내의 더 남쪽의 Canal Street으로 위치를 옮겼다,

## 질병과 사망
리더는 2014년 7월 백혈병으로 처음 진단을 받았다. 2015년 3월, 그는 여동생으로부터 척수 이식 수술을 받았고 그로부터 한달 후 완화 상태라고 진단 받았다. 그러나, 암은 그 해 11월 다시 찾아왔고 그는 여동생으로부터 두 번째 척수 이식 수술을 받았다. Mark Oblw는 The Skateboard Mag에서의 인터뷰에서 말했다. “그는 암으로 죽지 않았다, 그는 암을 두 번이나 이겨내었다, 그가 죽은 것은 폐감염 때문이다, 그의 척수는 심하게 손상 되었고 항암요법으로 인한 여러 가지 합병증 때문이다.”
리더는 2016년 10월 12일에 백혈증이 가져온 합병증으로 인해 사망하였다. 그는 50명이 넘는 가족과 친구들의 추모를 받았다. 롤링 스톤에서는 그의 죽음을 리더의 스케이트 보드 경력 중 가장 돋보이는 5개 비디오에 주목하여 추모하였다.
토니 호크, 카라 델레바인, 샤론 오즈번, 랭글리 폭스 등 수많은 유명인사들이 리더를 겸손한 인간 그리고 훌륭한 친구로 기억하였다. 모델이자 여배우인 카라 델레바인은 소셜 미디어에 “ 수많은 사람들이 당신을 그리워 할 것이다."라는 글을 올렸다. 오지 오스본은 딜런 리더를 가장 재능있고 용감한 사람 중 한명이라고 언급하며 애도를 표했다.
The Skateboard Mag은 리더에게 경의를 표하며 “타이핑 하는 것 조차 믿기 힘들다. 우리는 스케이트보드씬 최고의 인물 중 한명을 잃었다. 딜런 리더, 그의 흠없는 스타일, 폭발적인 파워 그리고 기발한 비디오 파트들은 전세대에게 영향을 주었다." 라고 말했다.

## 대회 랭킹

### 스트릿 리그 스케이트보딩
| 연도 | 타이틀                        | 순위 |
| ---- | ----------------------------- | ---- |
| 2010 | Glendale, Arizona Finals      | 17등 |
| 2010 | Las Vegas, Nevada Finals      | 18등 |
| 2011 | Seattle                       | 18등 |
| 2011 | Kansas City (May)             | 19등 |
| 2012 | Kansas City (JULY)            | 14등 |
| 2012 | Ontario                       | 21등 |
| 2012 | Glendale                      | 22등 |
| 2013 | Street League Finals - Brazil | 19등 |
| 2013 | Kansas City                   | 4등  |

### X Games
| 연도 | 타이틀        | 순위 |
| ---- | ------------- | ---- |
| 2012 | Los Angeles   | 15등 |
| 2013 | Los Angeles   | 16등 |
| 2013 | Barcelona     | 13등 |
| 2013 | Foz do Iguaçu | 19등 |

## 필모그래피
| 연도 | 제목                         |
| ---- | ---------------------------- |
| 2003 | Grind                        |
| 2006 | Transworld - A Time To Shine |
| 2006 | Thrasher - Shotgun           |
| 2009 | Alien Workshop - Mind Field  |
| 2010 | Gravis - Dylan.              |
| 2013 | Huf - Stoops Euro Tour       |
| 2014 | Huf The Dylan                |
| 2014 | Supreme - Cherry             |
| 2015 | Boys Of Summer               |